# IC 4450
IC 4450 ist eine Spiralgalaxie vom Hubble-Typ Sbc? im Sternbild Bärenhüter nördlich der Ekliptik. Sie ist rund 410 Millionen Lichtjahre von der Milchstraße entfernt und hat einen Durchmesser von etwa 130.000 Lichtjahren.
Entdeckt wurde das Objekt am 27. Juli 1895 von Stéphane Javelle.